# Sheffield (Vermont)
Sheffield ist eine Town im Caledonia County des Bundesstaates Vermont in den Vereinigten Staaten mit 682 Einwohnern (laut Volkszählung des Jahres 2020).

## Geografie

### Geografische Lage
Sheffield liegt im Norden des Caledonia Countys, in den Green Mountains. Der Passumpsic River durchfließt die Town in südlicher Richtung. Er mündet im Connecticut River. Es gibt mehrere kleine Seen auf dem Gebiet der Town, der Größte ist der Long Pond. Die Oberfläche der Town ist hügelig, die höchste Erhebung ist der 725 m hohe Granby Mountain.

### Nachbargemeinden
Alle Entfernungen sind als Luftlinien zwischen den offiziellen Koordinaten der Orte aus der Volkszählung 2010 angegeben.
- Norden: Barton, 6,2 km
- Osten: Sutton, 8,3 km
- Süden: Wheelock, 6,3 km
- Westen: Glover, 13,8 km

### Klima
Die mittlere Durchschnittstemperatur in Sheffield liegt zwischen −9,44 °C (15 °Fahrenheit) im Januar und 20,0 °C (68 °Fahrenheit) im Juli. Damit ist der Ort gegenüber dem langjährigen Mittel der USA um etwa 9 Grad kühler. Die Schneefälle zwischen Mitte Oktober und Mitte Mai liegen mit mehr als zwei Metern etwa doppelt so hoch wie die mittlere Schneehöhe in den USA. Die tägliche Sonnenscheindauer liegt am unteren Rand des Wertespektrums der USA, zwischen September und Mitte Dezember sogar deutlich darunter.

## Geschichte

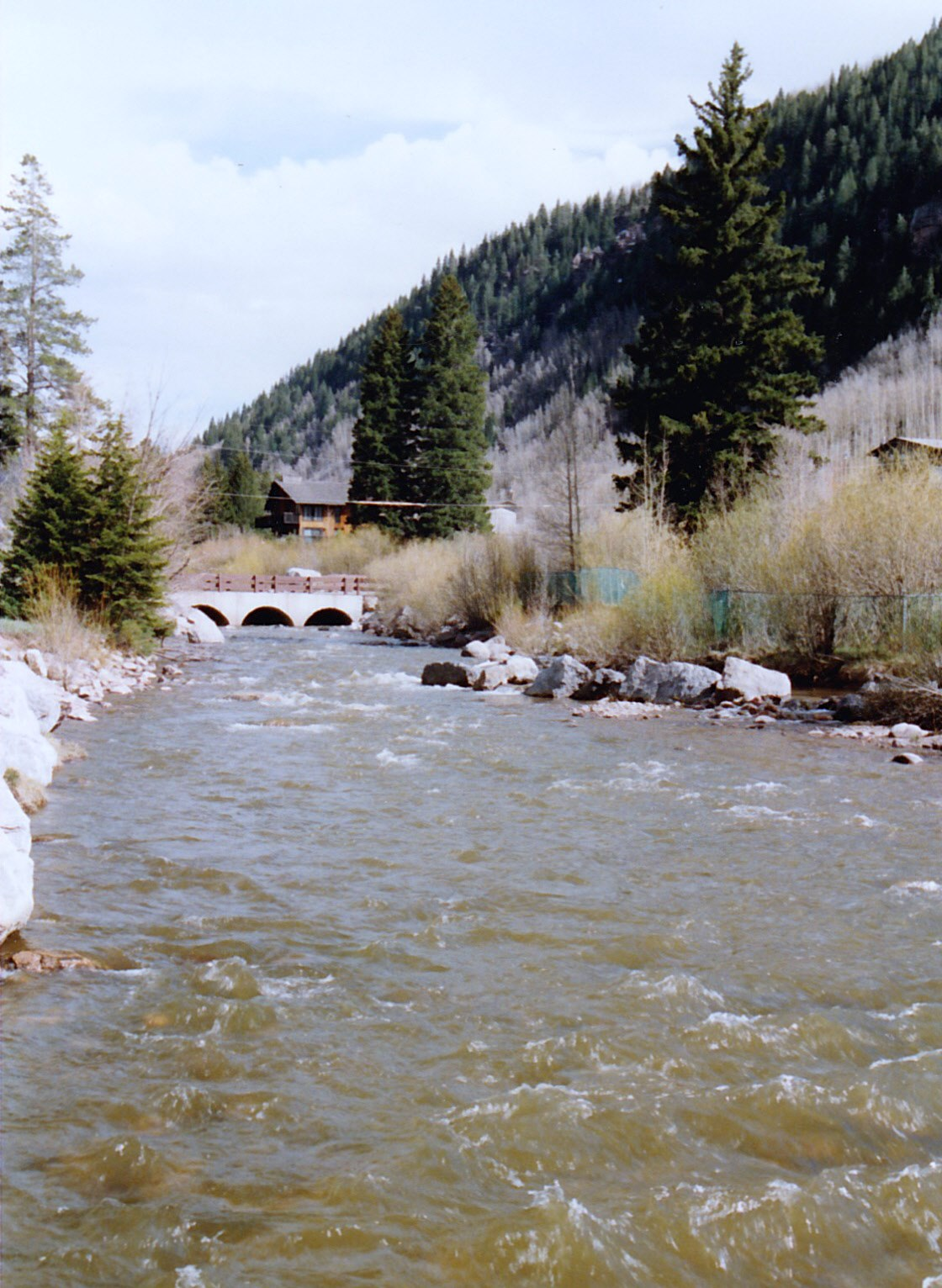
Im Norden von Sheffield

Der Grant für Sheffield wurde am 7. November 1780 ausgerufen und umfasste ein Gebiet von 22.607 Acre (9149 Hektar). Die Besiedlung startete 1792.
Es bestand die Vermutung, dass Sheffield nach Sheffield in South Yorkshire benannt wurde, doch zeigen die Aufzeichnungen der Town keine Verbindung zu Sheffield in Yorkshire. Vermutlich wurde Sheffield eher nach Sheffield in Massachusetts benannt, aus der viele Siedler in Vermont stammten.

### Einwohnerentwicklung
| Volkszählungsergebnisse – Town of Sheffield | Volkszählungsergebnisse – Town of Sheffield | Volkszählungsergebnisse – Town of Sheffield | Volkszählungsergebnisse – Town of Sheffield | Volkszählungsergebnisse – Town of Sheffield | Volkszählungsergebnisse – Town of Sheffield | Volkszählungsergebnisse – Town of Sheffield | Volkszählungsergebnisse – Town of Sheffield | Volkszählungsergebnisse – Town of Sheffield | Volkszählungsergebnisse – Town of Sheffield | Volkszählungsergebnisse – Town of Sheffield |
| Jahr                                        | 1800                                        | 1810                                        | 1820                                        | 1830                                        | 1840                                        | 1850                                        | 1860                                        | 1870                                        | 1880                                        | 1890                                        |
| ------------------------------------------- | ------------------------------------------- | ------------------------------------------- | ------------------------------------------- | ------------------------------------------- | ------------------------------------------- | ------------------------------------------- | ------------------------------------------- | ------------------------------------------- | ------------------------------------------- | ------------------------------------------- |
| Einwohner                                   | 170                                         | 388                                         | 581                                         | 720                                         | 821                                         | 797                                         | 836                                         | 811                                         | 884                                         | 750                                         |
| Jahr                                        | 1900                                        | 1910                                        | 1920                                        | 1930                                        | 1940                                        | 1950                                        | 1960                                        | 1970                                        | 1980                                        | 1990                                        |
| Einwohner                                   | 724                                         | 691                                         | 594                                         | 543                                         | 465                                         | 451                                         | 342                                         | 307                                         | 435                                         | 541                                         |
| Jahr                                        | 2000                                        | 2010                                        | 2020                                        | 2030                                        | 2040                                        | 2050                                        | 2060                                        | 2070                                        | 2080                                        | 2090                                        |
| Einwohner                                   | 727                                         | 703                                         | 682                                         |                                             |                                             |                                             |                                             |                                             |                                             |                                             |

## Wirtschaft und Infrastruktur

### Verkehr
Durch Sheffield verläuft die Interstate 91, in nordsüdlicher Richtung, von der kanadischen Grenze in Richtung Süden. Parallel zu ihr verläuft die Vermont State Route 122. Sie verbindet Sheffield mit Glover und Lyndon.

### Öffentliche Einrichtungen
Es gibt in Sheffield kein Krankenhaus. Das nächstgelegene ist das Northeastern Vermont Regional Hospital in St. Johnsbury.

### Bildung
Sheffield gehört mit Burke, Lyndon, Newark, Sutton und Wheelock zur Caledonia North Supervisory Union. In Sheffield bietet die Miller’s Run School Schulklassen von Pre-Kindergarten bis zum achten Schuljahr an. Sie wird auch von Schulkindern aus Wheelock besucht.
In Sheffield gibt es keine Bibliothek. Die nächstgelegenen befinden sich in Glover und Barton.

## Persönlichkeiten

### Persönlichkeiten, die vor Ort gewirkt haben
- Galway Kinnell (1927–2014), Dichter und Literaturprofessur